# 변실금
변실금(便失禁, fecal incontinence)은 대변을 가리는 능력을 잃었을 때에 발생하는 소화기 질환이다.

## 같이 보기
- 기저귀
- 유분증
- 요실금